# Het Hoefsven
Recreatiepark Het Hoefsven ligt aan de rand van Waalwijk aan de voet van het Nationaal Park De Loonse en Drunense Duinen.
Lokaal wordt ook de naam 't Lido gebruikt, naar een uitgaansgelegenheid die tot tweemaal toe is afgebrand en daarna niet meer is herbouwd.
Het Hoefswiel was vroeger een zwemgelegenheid. Bij dit bosbad is in 1954 een openluchtzwembad gebouwd dat de naam Het Hoefsven kreeg. Het openluchtbad is inmiddels weer afgebroken. In 2010 is een nieuw overdekt zwembad, het Olympiabad, dicht bij de surfvijver gebouwd.

## Voorzieningen
- surfvijver
- hertenkamp
- speeltuin
- zwembad (overdekt)
- bosbad
- speelweides